# Ramaswamy Venkataraman
Ramaswamy Venkataraman, né le 4 décembre 1910 à Rajamadam et mort le 27 janvier 2009 à New Delhi), est un homme d'État indien, vice-président du 31 août 1984 au 25 juillet 1987, puis président de l'Inde du 25 juillet 1987 au 25 juillet 1992.

## Biographie
Ramaswamy Venkataraman nait dans le village de Rajamadam, près de Pattukottai, dans le district de Tanjore de l'actuel Tamil Nadu. Il commence en politique lorsqu’il devient avocat pour la Haute Cour de Madras en 1935 et est rapidement associé à la formation du Congress Socialist Party.  Lors des protestations contre le gouvernement britannique de 1942, il est arrêté puis emprisonné pour deux années en raison de son importante implication pour le droit des travailleurs des docks indiens, des chemins de fer et des paysans à gages. En 1946, alors que l’indépendance de son pays est imminente, il fait partie de l’équipe d’avocat qui se rend à Singapour pour défendre les droits des natifs indiens ayant collaboré avec les Japonais lors de la Seconde Guerre mondiale. 
Après l’indépendance, il devient député au parlement de transition de 1950-52 puis à la Chambre Basse (Lok Sabha) en 1952-57; il est le secrétaire du Congress Party de 1952 à 1954. Après avoir représenté son pays l’Organisation International du Travail, puis à l’ONU, il devient, de 1955 à 1979 au tribunal administratif de cette dernière organisation et son président à partir de 1968. Il retourne par la suite sur la politique provinciale de Madras à la demande du chef du gouvernement de l’époque qui lui confie les ministères de l’Industrie, du Travail et du Transport entre 1957 et 1967, travaillant ainsi à accélérer l’industrialisation de cet état. 
Retiré pendant quelques années de la scène politique, il se refait élire à la Lok Sabha (1977-79, 1980-84). Dans le gouvernement d’Indira Gandhi, il détient plusieurs porte-feuilles dont celui des Finances (1980-82), des Affaires intérieures (1982), et de la  Défense (1982-84) – avant d’être élu vice-président du pays en 1984. Son élection au poste de président le 13 juillet 1987, nomination purement honorifique marquera l'apogée de sa longue carrière politique. Il meurt à New Delhi, le 27 janvier 2009, et son épouse en 2010.